# Художественный музей Мичиганского университета
Художественный музей Мичиганского университета (англ. University of Michigan Museum of Art; сокр. UMMA) — музей при Мичиганском университете в пригороде Детройта, США.
Один из крупнейших университетских художественных музеев.

## История
Основан в 1909 году как Мемориал выпускникам университета, павшим во время Гражданской войны в США. По мере расширения художественного собрания превратился в полноценный музейный комплекс. По состоянию на 2010 год, музей обладает коллекцией из почти 19000 произведений искусства. Здесь представлено не только европейское и американское искусство, но также искусство стран Ближнего Востока, Африки и Азии. Также в музее регулярно проводятся выставки.
Весной 2009 года музей открыл для посетителей свои двери после капитального расширения и реконструкции, выполненной по проекту архитектора Брэда Клупфила (англ.) и его компании «Allied Works Architecture».